# Kornatice
Kornatice är en ort i Tjeckien.   Den ligger i regionen Plzeň, i den västra delen av landet, 80 km sydväst om huvudstaden Prag. Kornatice ligger 415 meter över havet och antalet invånare är 103.
Terrängen runt Kornatice är platt österut, men västerut är den kuperad. Runt Kornatice är det ganska glesbefolkat, med 42 invånare per kvadratkilometer. Närmaste större samhälle är Plzeň, 18,3 km nordväst om Kornatice. Omgivningarna runt Kornatice är en mosaik av jordbruksmark och naturlig växtlighet.